# Ozero Tjizjovka
Ozero Tjizjovka (ryska: Озеро Чижовка) är en sjö i Belarus. Den ligger i voblasten Hrodna voblast, i den västra delen av landet, 220 km väster om huvudstaden Minsk. Ozero Tjizjovka ligger 120 meter över havet.
I omgivningarna runt Ozero Tjizjovka växer i huvudsak blandskog. Runt Ozero Tjizjovka är det ganska tätbefolkat, med 86 invånare per kvadratkilometer.